# Lilac (Schiff)
Die Lilac (ら い ら っ く) ist ein 2002 in Dienst gestelltes Fährschiff der japanischen Reederei Shin Nihonkai Ferry. Sie steht seit 2017 auf der Strecke von Tsuruga über Niigata und Akita nach Tomakomai im Einsatz.

## Geschichte
Die Lilac wurde am 27. Juni 2001 unter der Baunummer 3145 in der Werft von IHI in Yokohama auf Kiel gelegt und lief am 20. September 2001 vom Stapel. Nach der Übergabe an Shin Nihonkai Ferry am 29. März 2002 nahm das Schiff am 5. April den Fährdienst zwischen Niigata und Otaru auf. Die Lilac ersetzte zusammen mit ihrem 2003 in Dienst gestellten Schwesterschiff Yuukari die in den 1980er Jahren erbauten New Hamanasu und New Akashia.
Am 7. November 2005 kollidierte die Lilac bei starkem Wind im Hafen von Otaru mit dem Trawler Katsuramaru 38 und dem kleinen Frachtschiff Stevon 1, die zuvor aufgrund der Wetterverhältnisse von ihren Besatzungen verlassen wurden. Es entstand nur ein leichter Sachschaden. 
2017 wurde das Schiff auf die Strecke von Tsuruga nach Niigata, Akita und Tomakomai verlegt, wo sie seitdem im Einsatz ist. Zu den Passagiereinrichtungen der Lilac zählen zwei Restaurants, ein Cafe mit Bar, Lounges (darunter ein Rauchsalon auf jedem Deck), ein Bordgeschäft, ein Kino sowie ein Fitnessstudio. Wie fast alle größeren japanischen Fähren verfügt das Schiff über zwei Badehäuser (Sentō). Die Lilac kann bis zu 146 LKW und 58 PKW transportieren.